# Panzbruch bei Greimerath
Das Naturschutzgebiet Panzbruch bei Greimerath liegt auf dem Gebiet des Landkreises Trier-Saarburg in Rheinland-Pfalz. Das etwa 33,9 ha große Gebiet, das mit Verordnung vom 12. Dezember 1983 unter Naturschutz gestellt wurde, erstreckt sich auf dem Gebiet der Ortsgemeinde Greimerath südwestlich von Greimerath. Westlich des Gebietes verläuft die B 268 und nördlich die Kreisstraße K 139. Nördlich fließt auch der Eselsbach. Als Schutzzweck wird „die Erhaltung eines Hunsrückbruches mit hochmoorartigem Charakter als Lebensraum und Rückzugsgebiet seltener und bestandsbedrohter Tier- und Pflanzengesellschaften“ angegeben.